# No Mercy 2002
No Mercy 2002 fu la quinta edizione dell'omonimo pay-per-view prodotto dalla World Wrestling Entertainment. L'evento si è svolto il 20 ottobre 2002 alla Alltel Arena di North Little Rock in Arkansas. In questa edizione di No Mercy venne assegnato un titolo nuovo, il WWE Tag Team Championship, per il roster di SmackDown!.

## Storyline
Il 22 settembre, a Unforgiven, il match per il WWE Championship tra The Undertaker e il campione Brock Lesnar terminò in doppia squalifica (e senza quindi il cambio di titolo) dopo che entrambi avevano colpito inavvertitamente l'arbitro; poco dopo, al termine dell'incontro, The Undertaker lanciò Lesnar attraverso un pannello dello stage. Nella puntata di SmackDown del 3 ottobre Lesnar aiutò Matt Hardy a sconfiggere The Undertaker in un Falls Count Anywhere match, colpendo quest'ultimo con una F-5; poco dopo, la sera stessa, la General Manager Stephanie McMahon annunciò un Hell in a Cell match tra Lesnar e The Undertaker con in palio il WWE Championship per No Mercy.
Nella puntata di Raw del 30 settembre il General Manager Eric Bischoff annunciò che il World Heavyweight Champion Triple H e l'Intercontinental Champion Chris Jericho si sarebbero affrontati a No Mercy per unificare entrambi i titoli; poco dopo, in serata, Triple H difese con successo il titolo contro Bubba Ray Dudley, mentre Kane sconfisse Jericho conquistando così l'Intercontinental Championship per la seconda volta e prendendo quindi il suo posto nel match di No Mercy contro lo stesso Triple H.
A Unforgiven, Triple H difese con successo il World Heavyweight Championship contro Rob Van Dam grazie all'aiuto di Ric Flair, il quale colpì Van Dam con lo sledgehammer per effettuare un turn heel e unirsi al campione. Nella puntata di Raw del 14 ottobre, dopo varie vicissitudini e confronti verbali tra i due, il General Manager Eric Bischoff annunciò un match tra Flair e Van Dam per No Mercy.
Nella puntata di Raw del 14 ottobre Chris Jericho e Christian sconfissero The Hurricane e l'Intercontinental Champion Kane, conquistando così il World Tag Team Championship per la prima volta nonostante Booker T e Goldust li avessero attaccati prima dell'incontro; poco dopo, in serata, il General Manager Eric Bischoff annunciò che, a No Mercy, Jericho e Christian avrebbero difeso i titoli di coppia contro Booker e Goldust.
Nella puntata di Raw del 7 ottobre Victoria attaccò brutalmente la Women's Champion Trish Stratus dopo che quest'ultima aveva difeso con successo il titolo contro Stacy Keibler. Nella puntata di Raw del 14 ottobre, dopo un ulteriore confronto tra le due, Victoria sfidò la Stratus ad un match per No Mercy con in palio il Women's Championship e quest'ultima accettò.
Nella puntata di SmackDown del 26 settembre la General Manager Stephanie McMahon annunciò la creazione del WWE Tag Team Championship per il roster di SmackDown, dopo che i World Tag Team Championship erano diventati esclusivi del roster di Raw, indicendo poi un torneo ad otto coppie, con la finale che si sarebbe svolta a No Mercy, per determinare i primi detentori dei titoli. Nella puntata di SmackDown del 17 ottobre il duo composto da Kurt Angle e Chris Benoit, sconfiggendo i Los Guerreros, e il team formato da Edge e Rey Mysterio, sconfiggendo Reverend D-Von e Faarooq, si qualificarono per la finale.
Nella puntata di SmackDown del 17 ottobre il Cruiserweight Champion Jamie Noble attaccò brutalmente Tajiri dopo che quest'ultimo aveva iniziato a volgere le sue attenzioni verso Nidia, manager di Noble. Un match tra Tajiri e Noble con in palio il Cruiserweight Championship fu poi sancito per No Mercy.
Nella puntata di SmackDown del 3 ottobre Dawn Marie iniziò una relazione segreta con Al Wilson (kayfabe), padre di Torrie Wilson. Dopo che Torrie aveva trovato suo padre in doccia con la Marie nella puntata di SmackDown del 17 ottobre, fu annunciato un match tra le due per No Mercy.

## Evento
Prima della messa in onda dell'evento, The Hurricane sconfisse Steven Richards a Sunday Night Heat.

### Match preliminari
Il primo match dell'evento fu quello per il World Tag Team Championship tra la coppia campione Chris Jericho e Christian contro quella sfidante formata da Booker T e Goldust. Il match iniziò con Goldust e Jericho, ma entrambi diedero immediatamente il cambio a Booker e Christian. Booker colpì Christian con un pugno e con una clothesline per poi inseguire Jericho, ma quest'ultimo scappò dalla grinfie di Booker. In seguito, Goldust catapultò Jericho all'esterno del ring, facendolo finire addosso a Christian. Booker rigettò poi Jericho all'interno del ring e diede il cambio a Goldust. Dopo aver ricevuto il cambio, Goldust colpì sia Jericho che Christian con un double bulldog per poi eseguire il Golden Globe su Christian. Con Christian all'angolo, Goldust eseguì un drop toe hold su Jericho, indirizzando quest'ultimo contro le parti basse di Christian. Goldust schienò poi Jericho con un roll-up, ma Jericho si liberò dopo un conto di due. Successivamente, Goldust tentò di eseguire la Curtain Call su Jericho, ma quest'ultimo contrattaccò applicando la Walls of Jericho su Goldust. Booker liberò Goldust dalla presa di sottomissione per poi colpire Jericho con un missile dropkick. Dopodiché, Christian prese una cintura dei titoli di coppia per tentare di colpire Booker, ma quest'ultimo schivò l'attacco. Nel finale, dopo che Christian distrasse sia Booker che l'arbitro, Jericho colpì Goldust con un one-handed bulldog sul titolo di coppia per poi eseguire su di lui il Lionsault. Jericho schienò poi Goldust per vincere il match e mantenere i titoli di coppia di Raw.
Il match successivo fu tra Torrie Wilson e Dawn Marie. Il match iniziò con Torrie che attaccò la Marie con dei pugni, finché quest'ultima non lasciò il ring. Dopo essere rientrata sul ring, la Marie incominciò a discutere con l'arbitro. Torrie approfittò della situazione per eseguire uno swinging neckbreaker sulla Marie per poi schienarla e vincere il match.
Il terzo match della serata fu tra Ric Flair e Rob Van Dam. Il match iniziò con Van Dam che colpì Flair con molteplici pugni per portarsi in vantaggio, finché quest'ultimo non lasciò il ring. In seguito, Van Dam scese dal ring ed attaccò Flair per poi rigettarlo nel quadrato. Rientrati sul ring, Flair applicò la figure-four leglock su Van Dam. Van Dam riuscì poi a rovesciare la manovra e Flair fu costretto a toccare le corde per liberarsi dalla presa di sottomissione. Successivamente, Flair tentò di applicare una seconda figure-four leglock su Van Dam, ma quest'ultimo contrattaccò schienando Flair con uno small package, dal quale il Nature Boy evase dopo un conteggio di due. Flair salì poi sulla terza corda del ring, ma Van Dam lo lanciò al centro del quadrato per poi colpirlo con il Rolling Thunder. Nel finale, Van Dam eseguì la Five Star Frog Splash su Flair per poi schienarlo e vincere il match.
Il match seguente fu quello valevole per il Cruiserweight Championship tra il campione Jamie Noble e lo sfidante Tajiri. Prima dell'inizio del match, Tajiri attaccò Noble sulla rampa dello stage. Dopo essere rientrati sul ring, Noble dominò Tajiri per gran parte delle fasi iniziali del match. In seguito, Tajiri si portò in controllo della contesa per poi tentare un moonsault su Noble. Il campione schivò l'attacco, ma Tajiri atterrò con i piedi sulla superficie del ring per poi eseguire una Flip Over DDT su Noble. Successivamente, Noble tentò di colpire Tajiri con una clothesline, ma quest'ultimo contrattaccò colpendo Noble con un superkick, che valse solamente un conto di due. Tajiri applicò poi la Tarantula su Noble per poi tentare il Buzzsaw Kick, ma non riuscì ad eseguirlo. Tuttavia, Tajiri lanciò prima Noble contro un tenditore delle corde per poi colpirlo con il Buzzsaw Kick. Prima che Tajiri potesse schienare Noble, Nidia (manager di Noble) salì sull'apron ring e baciò l'arbitro. Noble approfittò della distrazione dell'arbitro e colpì Tajiri con la Gibson Driver, da cui Tajiri evase dallo schienamento dopo un conteggio di due. Nel finale, Nidia aiutò Noble a schienare Tajiri con un victory roll per vincere il match e mantenere il titolo. Al termine del match, Tajiri colpì Noble con un altro Buzzsaw Kick.

### Match principali
Il quinto match fu quello valevole per l'unificazione tra il World Heavyweight Championship di Triple H e il WWE Intercontinental Championship di Kane. Durante il match, Kane eseguì un back body drop su Triple H per poi tentare di schienarlo, ma Ric Flair interferì in favore di Triple H distraendo Kane. In seguito, The Hurricane arrivò a bordo ring per evitare ulteriori interferenze di Flair. Dato ciò, Triple H colpì The Hurricane con il Pedigree, ma tale distrazione permise a Kane di eseguire una powerslam su Triple H. Triple H si liberò poi dallo schienamento e Kane provò a colpirlo con un big boot, ma Triple H schivò l'attacco e Kane finì con il colpire l'arbitro. Dopodiché, Triple H e Kane iniziarono a combattere all'esterno del ring, dove Kane schiantò Triple H attraverso il tavolo dei commentatori con la Chokeslam, mandando il tavolo in frantumi. Successivamente, Flair tentò di attaccare Kane, ma quest'ultimo lo colpì per poi riportare Triple H sul ring. Più avanti, Flair salì sul ring con lo sledgehammer per provare a colpire Kane, ma il campione intercontinentale bloccò Flair e gli sfilò lo sledgehammer per poi utilizzarlo contro di lui. Dopo aver colpito Flair con il martello, Kane tentò di colpire anche Triple H con esso, ma The Game anticipò Kane colpendolo con un low-blow. Triple H cercò poi di colpire Kane con lo sledgehammer, però Kane evitò l'attacco per poi eseguire la Chokeslam su Triple H. A questo punto del match, un secondo arbitro arrivò sul ring in sostituzione di quello originale, ma Flair lo trascinò all'esterno del ring mentre egli stava per contare lo schienamento decisivo di Kane su Triple H. Nel finale, Flair salì sulla terza corda per distrarre Kane, il quale atterrò poi Flair con la Chokeslam. Triple H approfittò della distrazione di Kane per colpirlo con il Pedigree per poi schienarlo e vincere il match unificando, così, l'Intercontinental Championship con il suo World Heavyweight Championship. Ciò segnò, dunque, la disattivazione ed il ritiro del WWE Intercontinental Championship.
Il match che seguì fu la finale per determinare i primi detentori del WWE Tag Team Championship tra Kurt Angle e Chris Benoit contro Edge e Rey Mysterio. Durante il match, Benoit salì sulla terza corda del ring per tentare il diving headbutt, ma Edge schivò l'attacco per poi dare il cambio a Mysterio. Mysterio entrò sul ring ed utilizzò la sua agilità per colpire Angle sull'apron ring per poi eseguire un dropkick su Benoit. In seguito, Mysterio eseguì il Droppin' Da Dime su Benoit. Benoit applicò poi la Crippler Crossface su Mysterio, ma quest'ultimo si liberò dalla presa dopo aver lanciato Benoit contro la seconda corda del quadrato. Successivamente, Mysterio tentò la 619, ma Benoit contrattaccò la manovra. Edge attaccò poi Benoit e Mysterio tentò di schienarlo, però Benoit evase dallo schienamento. Più avanti, Edge attaccò Benoit all'angolo e Mysterio eseguì una bronco buster ai danni di Benoit. Pochi istanti dopo, Edge eseguì una hurricanrana su Angle. In seguito, Benoit tentò di colpire Edge con il diving headbutt, ma quest'ultimo si spostò e Benoit finì con l'eseguire la manovra su Angle. Dato ciò, Edge provò ad approfittarne, ma Angle si liberò dallo schienamento dopo un conto di due. Benoit attaccò poi Edge alle spalle e lo rinchiuse nella Crippler Crossface, ma Edge contrattaccò gettando Benoit all'esterno del ring per poi lanciargli addosso Mysterio. Dopodiché, Angle tentò di applicare la Ankle Lock su Edge, però Edge rovesciò la presa e intrappolò, a sua volta, Angle nella Ankle Lock. Nel finale, Angle rovesciò la Ankle Lock di Edge in un'altra Ankle Lock e lo forzò alla resa per vincere il match e conquistare i titoli di coppia di SmackDown insieme a Benoit.
Il settimo match fu quello per il Women's Championship tra la campionessa Trish Stratus e la sfidante Victoria. Trish e Victoria iniziarono il match sul ring per poi spostarsi all'esterno del quadrato. In seguito, Trish colpì Victoria con una clothesline, ma quest'ultima contrattaccò e lanciò Trish contro una barricata di sicurezza. Rientrate sul ring, Victoria eseguì un diving leg drop su Trish. Nel finale, Victoria provò a schienare Trish, ma la campionessa rovesciò il tutto in un roll-up per vincere il match e mantenere il titolo femminile.
Il main event fu l'Hell in a Cell match per il WWE Championship tra il campione Brock Lesnar e lo sfidante The Undertaker. Durante il match, The Undertaker attaccò Lesnar con il suo braccio destro ingessato, aprendogli una ferita alla testa. In seguito, Lesnar si riprese e si focalizzò sulla mano infortunata di The Undertaker. The Undertaker venne poi distratto da Paul Heyman (manager di Lesnar), il quale si trovava all'esterno della struttura. The Undertaker riuscì a far passare la sua mano attraverso il muro metallico della cella e tirò Heyman per la cravatta, facendolo sbattere contro la struttura. Successivamente, Lesnar approfittò della distrazione di The Undertaker e lo lanciò contro la cella per poi colpirlo ripetutamente alla mano infortunata cercando, allo stesso tempo, di rimuovergli il gesso dal braccio destro. The Undertaker contrattaccò, ma Lesnar insistette nel rimuovere il gesso dell'American Badass. Lesnar riuscì poi a rimuoverglielo dopo che Heyman utilizzò la propria cravatta per legare la mano infortunata di The Undertaker alla struttura metallica. Con la mano di The Undertaker legata alla struttura, Lesnar prese una sedia d'acciaio e la utilizzò per colpirgli la mano, finché il gesso non si staccò. Dopo aver rimosso il gesso, Lesnar continuò imperterrito ad attaccare The Undertaker, finché quest'ultimo non colpì Lesnar con un low-blow per poi lanciarlo contro la struttura con un big boot. Più avanti, Lesnar ruppe il dominio di The Undertaker dopo l'esecuzione di una DDT. Lesnar rotolò poi all'esterno del ring e The Undertaker si rialzò per poi tentare di gettarsi sopra a Lesnar con un suicide dive, però il campione schivò l'attacco aereo e The Undertaker finì con il collidere contro il muro metallico della cella. In seguito, Lesnar colpì al volto The Undertaker con dei gradoni d'acciaio, causandogli l'apertura di una profondissima ferita alla fronte. Lesnar eseguì poi una spinebuster su The Undertaker, ma l'American Badass si liberò dopo un conto di due. The Undertaker tentò la Old School, ma Lesnar lo fece cadere dalla terza corda del ring. Pochi istanti dopo, The Undertaker colpì Lesnar con la Chokeslam, ma il campione evase dallo schienamento dopo un conteggio di due. Lesnar provò poi a prendere in giro The Undertaker cercando di eseguire su di lui la Last Ride, ma The Undertaker contrattaccò con un back body drop. Dopodiché, The Undertaker tentò la Last Ride, ma Lesnar lanciò l'American Badass contro un tenditore delle corde per poi iniziare a colpirlo con dei ripetuti pugni all'angolo. The Undertaker sorprese poi Lesnar stendendolo con la Last Ride, ma Lesnar sventò lo schienamento dopo aver toccato le corde del ring. Nel finale, The Undertaker tentò di eseguire il Tombstone Piledriver su Lesnar, ma il campione rovesciò la manovra e colpì The Undertaker con la F-5 per poi schienarlo e mantenere il titolo.

### Torneo per il WWE Tag Team Championship
|  | Quarti di finale SmackDown! (3 ottobre 2002 - 10 ottobre 2002) | Quarti di finale SmackDown! (3 ottobre 2002 - 10 ottobre 2002) | Quarti di finale SmackDown! (3 ottobre 2002 - 10 ottobre 2002) |                     |                           | Semifinali SmackDown! (17 ottobre 2002) | Semifinali SmackDown! (17 ottobre 2002) | Semifinali SmackDown! (17 ottobre 2002) |  |  | Finale No Mercy (20 ottobre 2002) | Finale No Mercy (20 ottobre 2002) | Finale No Mercy (20 ottobre 2002) |
|  |                                                                |                                                                |                                                                |                     |                           |                                         |                                         |                                         |  |  |                                   |                                   |                                   |
|  |                                                                | Kurt Angle e Chris Benoit                                      | Sottomissione                                                  |                     |                           |                                         |                                         |                                         |  |  |                                   |                                   |                                   |
|  |                                                                | Billy Kidman e John Cena                                       | 07:51                                                          |                     |                           |                                         |                                         |                                         |  |  |                                   |                                   |                                   |
|  |                                                                | Billy Kidman e John Cena                                       | 07:51                                                          |                     | Kurt Angle e Chris Benoit | Schienamento                            |                                         |                                         |  |  |                                   |                                   |                                   |
|  |                                                                |                                                                |                                                                |                     | Kurt Angle e Chris Benoit | Schienamento                            |                                         |                                         |  |  |                                   |                                   |                                   |
|  |                                                                |                                                                | Los Guerreros                                                  | 10:45               |                           |                                         |                                         |                                         |  |  |                                   |                                   |                                   |
|  |                                                                | Mark Henry e Rikishi                                           | Los Guerreros                                                  | 10:45               | 05:16                     |                                         |                                         |                                         |  |  |                                   |                                   |                                   |
|  |                                                                | Mark Henry e Rikishi                                           |                                                                |                     | 05:16                     |                                         |                                         |                                         |  |  |                                   |                                   |                                   |
|  |                                                                | Los Guerreros (Eddie Guerrero e Chavo Guerrero)                | Sottomissione                                                  |                     |                           |                                         |                                         |                                         |  |  |                                   |                                   |                                   |
|  |                                                                |                                                                |                                                                |                     |                           |                                         |                                         |                                         |  |  |                                   | Kurt Angle e Chris Benoit         | Sottomissione                     |
|  |                                                                |                                                                |                                                                | Edge e Rey Mysterio | 22:03                     |                                         |                                         |                                         |  |  |                                   |                                   |                                   |
|  |                                                                | Reverend D-Von e Faarooq                                       | Schienamento                                                   |                     |                           |                                         |                                         |                                         |  |  |                                   |                                   |                                   |
|  |                                                                | Billy e Chuck                                                  | 04:07                                                          |                     |                           |                                         |                                         |                                         |  |  |                                   |                                   |                                   |
|  |                                                                | Billy e Chuck                                                  | 04:07                                                          |                     | Reverend D-Von e Faarooq  | 04:40                                   |                                         |                                         |  |  |                                   |                                   |                                   |
|  |                                                                |                                                                |                                                                |                     | Reverend D-Von e Faarooq  | 04:40                                   |                                         |                                         |  |  |                                   |                                   |                                   |
|  |                                                                |                                                                | Edge e Rey Mysterio                                            | Schienamento        |                           |                                         |                                         |                                         |  |  |                                   |                                   |                                   |
|  |                                                                | Brock Lesnar e Tajiri                                          | Edge e Rey Mysterio                                            | Schienamento        | 07:23                     |                                         |                                         |                                         |  |  |                                   |                                   |                                   |
|  |                                                                | Brock Lesnar e Tajiri                                          |                                                                |                     | 07:23                     |                                         |                                         |                                         |  |  |                                   |                                   |                                   |
|  |                                                                | Edge e Rey Mysterio                                            | Schienamento                                                   |                     |                           |                                         |                                         |                                         |  |  |                                   |                                   |                                   |

## Risultati
| #    | Incontri                                                         | Stipulazioni                                                                                                | Durata |
| ---- | ---------------------------------------------------------------- | --- | ------ |
| Heat | The Hurricane ha sconfitto Steven Richards                       | Single match                                                                                                | 03:05  |
| 1    | Chris Jericho e Christian (c) hanno sconfitto Booker T e Goldust | Tag team match per il World Tag Team Championship                                                           | 08:47  |
| 2    | Torrie Wilson ha sconfitto Dawn Marie                            | Single match                                                                                                | 04:41  |
| 3    | Rob Van Dam ha sconfitto Ric Flair                               | Single match                                                                                                | 08:01  |
| 4    | Jamie Noble (c) (con Nidia) ha sconfitto Tajiri                  | Single match per il WWE Cruiserweight Championship                                                          | 08:15  |
| 5    | Triple H (c) ha sconfitto Kane (c)                               | Single match per l'unificazione del World Heavyweight Championship con il WWE Intercontinental Championship | 16:13  |
| 6    | Chris Benoit e Kurt Angle hanno sconfitto Edge e Rey Mysterio    | Tag team match per il WWE Tag Team Championship                                                             | 22:03  |
| 7    | Trish Stratus (c) ha sconfitto Victoria                          | Single match per il WWE Women's Championship                                                                | 05:31  |
| 8    | Brock Lesnar (c) ha sconfitto The Undertaker                     | Hell in a cell match per il WWE Championship                                                                | 27:18  |